# 愛西市図書館
愛西市図書館（あいさいしとしょかん）は、愛知県愛西市の公共図書館の総称。須依町（旧・海部郡佐屋町）の愛西市中央図書館、諏訪町（旧・海部郡佐織町）の愛西市佐織図書館の2館で構成される。
2017年度には中央図書館に指定管理者制度を導入し、隣接する津島市立図書館同様にNPO法人 まちづくり津島が指定管理者を務めているが、佐織図書館は直営である。2017年度の図書館費は59,329,000円（予算）であり、資料購入費などの備品購入費は9,679,000円（予算）である。2016年度末の蔵書点数は217,336点であり、2016年度の貸出点数は247,315点だった。2017年度初の愛西市の人口は63,932人であるため、住民1人あたり貸出冊数は3.9冊である。

## 歴史

### 愛西市発足以前
- 1966年（昭和41年）11月 - 地元出身の杉野繁一の寄付により、海部郡佐屋町に佐屋町立杉野図書館が設立される[2]。
- 1975年（昭和50年）4月 - 海部郡立田村に立田村総合体育館が完成し、同館内において公民館的機能のひとつとして図書室が設置される[3]。
- 1985年（昭和60年）1月23日 - 海部郡佐織町に佐織町中央公民館が開館し、蔵書1万冊の図書室が発足[4]。
- 1994年（平成6年）11月 - 佐屋町立杉野図書館が閉館[2]。
- 1995年（平成7年）3月 - 佐屋町立図書館が開館[2]。
- 2000年（平成12年）12月 - 海部郡と津島市在住者にも館外貸出を開始[2]。
- 2005年（平成17年）2月 - 佐屋町立図書館内に森文庫を開設[2]。

### 愛西市発足後
- 2005年（平成17年）4月 - 愛西市成立に伴い、従来の佐屋町立図書館が愛西市中央図書館、佐織図書室が愛西市佐織図書館、立田図書室が愛西市立田図書館となる[2]。
- 2006年（平成18年）11月 - 3館の図書館システムを統合[2]。
- 2010年（平成22年）9月 - 稲沢市在住者にも館外貸出を開始[2]。
- 2017年（平成29年）4月1日 - 中央図書館に指定管理者制度を導入[5]。指定管理者には既に津島市立図書館においても指定管理者となっているNPO法人「まちづくり津島」[6]。
- 2020年（令和2年）  4月1日 ‐ 中央図書館、指定管理2期目　指定管理者は、NPO法人「まちづくり津島」。
- 2021年（令和3年）2月 - 移動図書館車両の運行を開始[7]。
- 2021年（令和3年）3月31日 - 立田図書館を廃止[7]。

## 各館

### 中央図書館

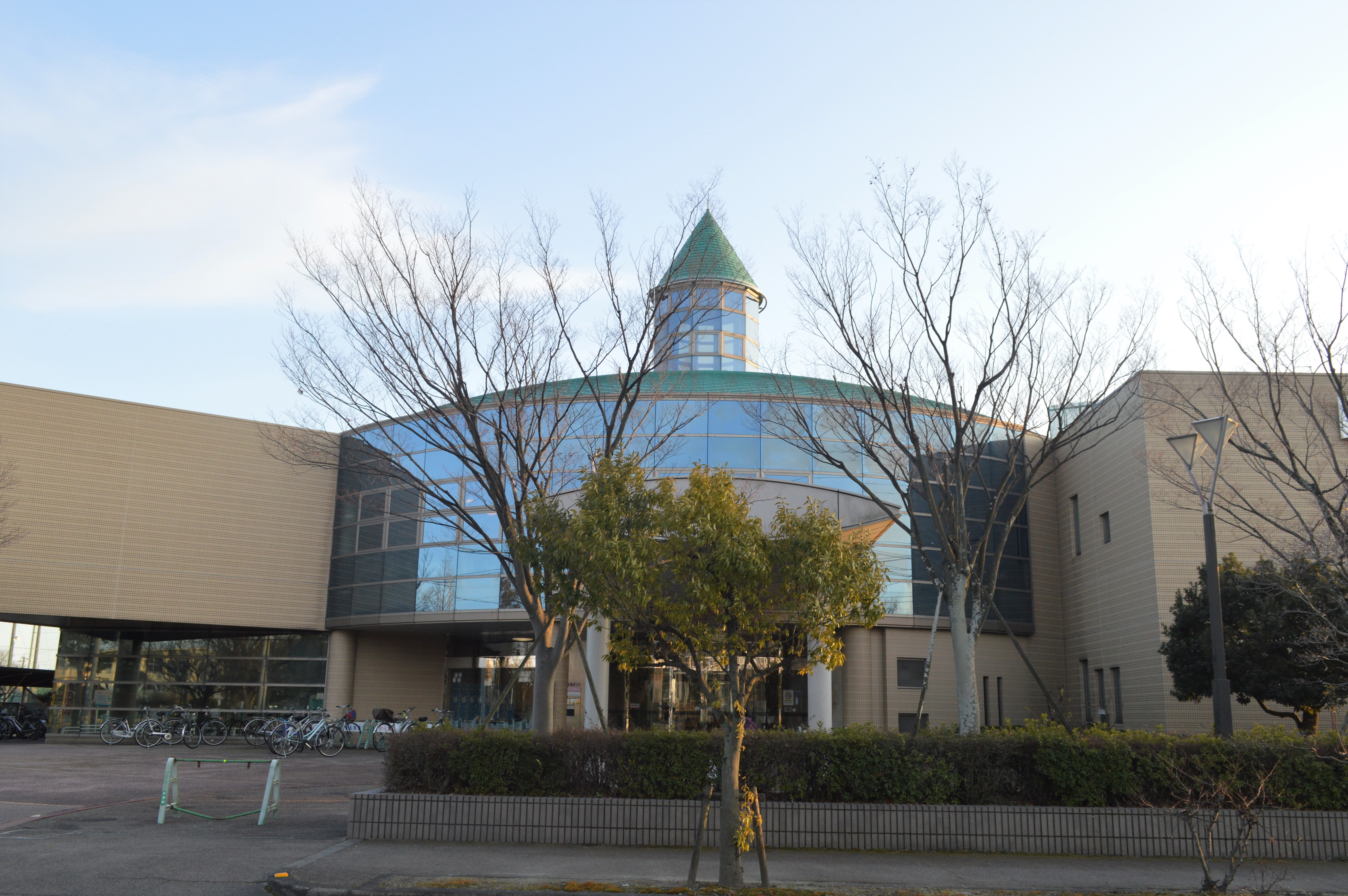
愛西市中央図書館

愛西市中央図書館は愛西市須依町東田面6番地にあり、名鉄尾西線日比野駅から徒歩15分。愛西市図書館の中央図書館機能を担う。1993年（平成5年）10月13日に着工し、1994年（平成6年）10月31日に竣工、1995年（平成7年）3月1日に開館した。建物は鉄筋コンクリート造2階建で、延床面積は1階が999.08m2、2階が1,012.92m2、計2,012.00m2。
蔵書は図書14万冊のほか、CD2,600点、DVD1,000点、新聞9紙、雑誌82誌を備える。1階には児童コーナー・おはなし室・DVD CD視聴コーナー・郷土資料室、2階には一般コーナー・学習室を設置している。蔵書収容能力は10万冊であり、うち開架が7万冊、閉架書庫が3万冊。

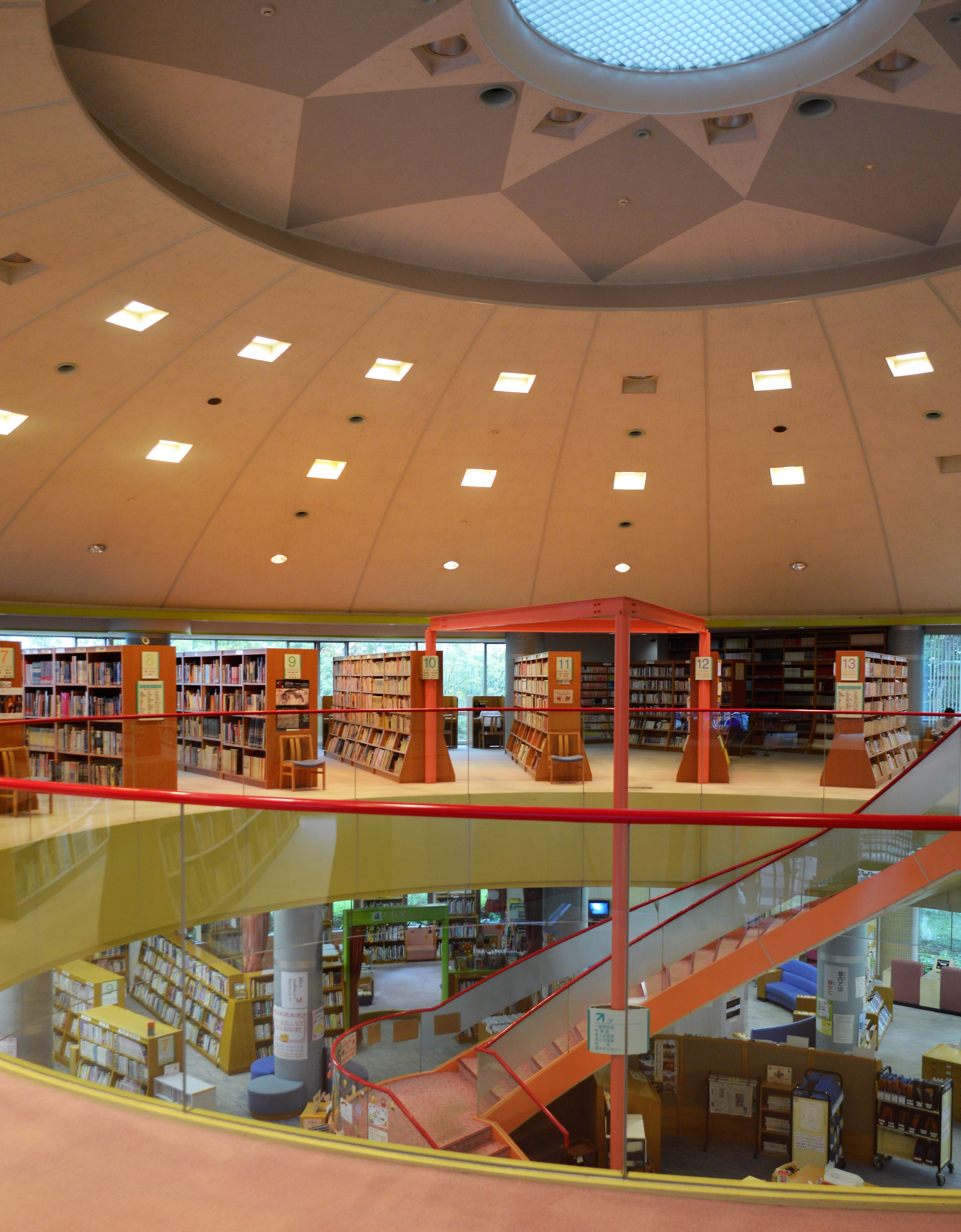
館内中央部の吹き抜け
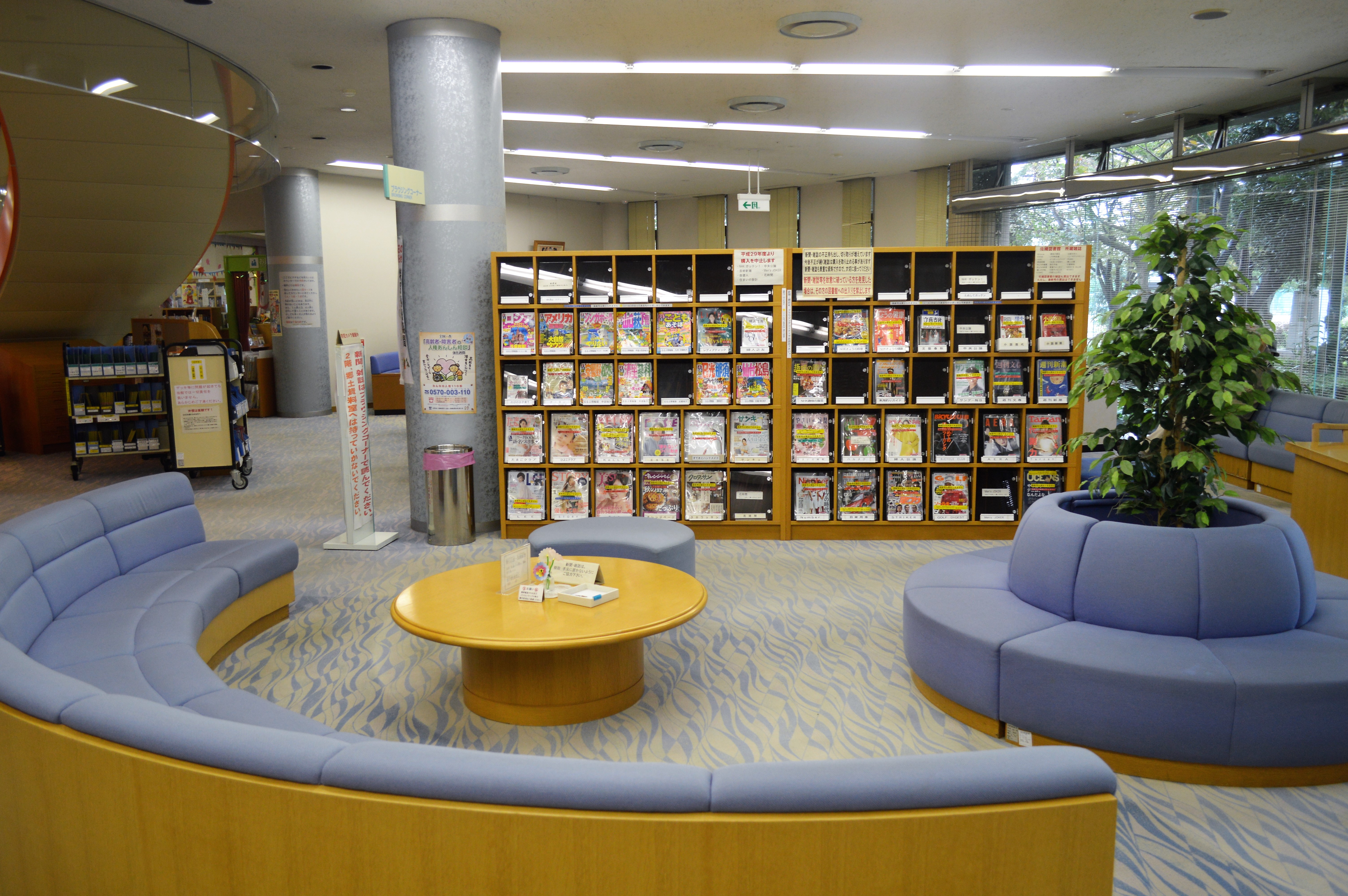
雑誌コーナー（1階）
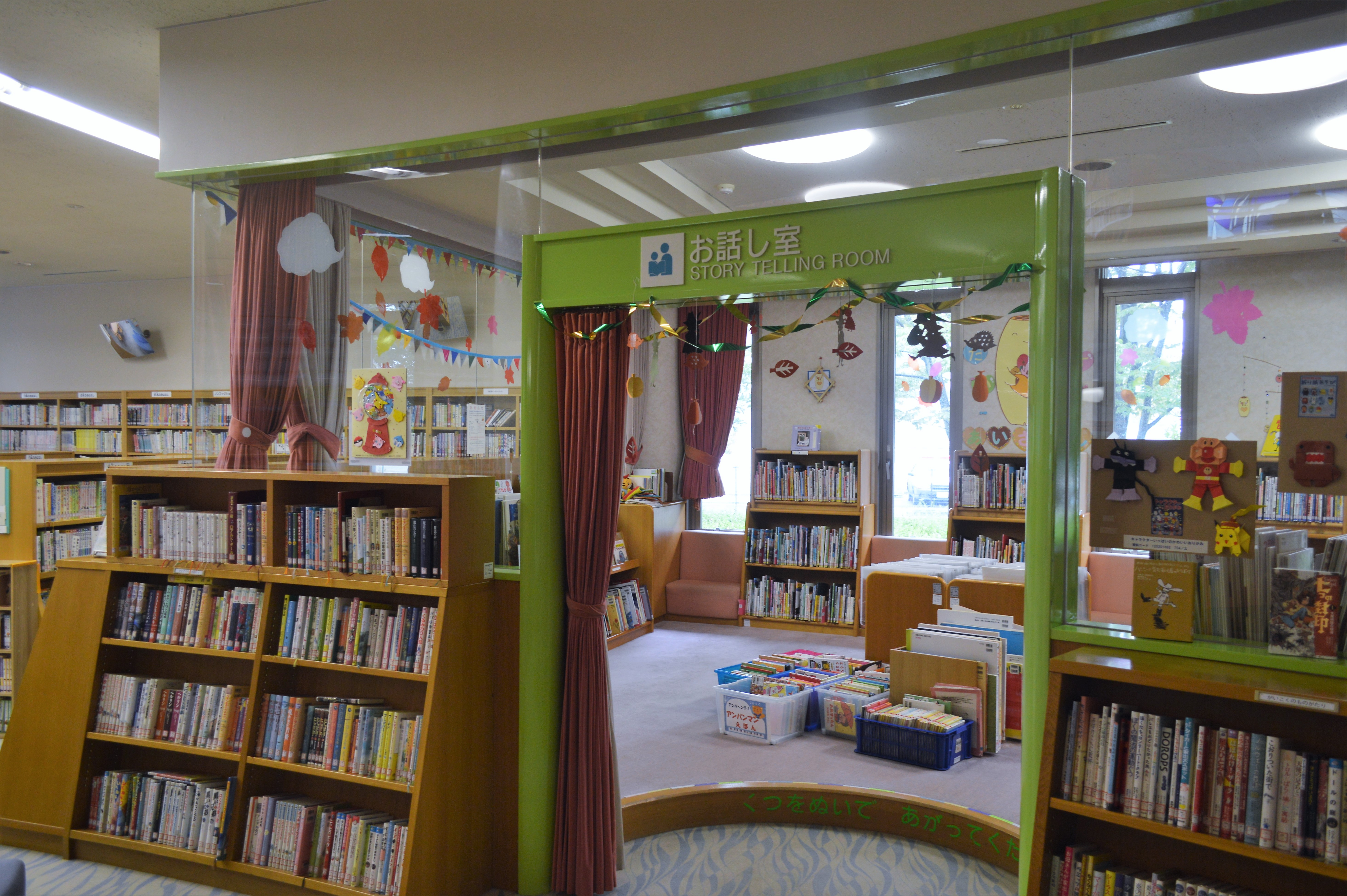
お話し室（1階）
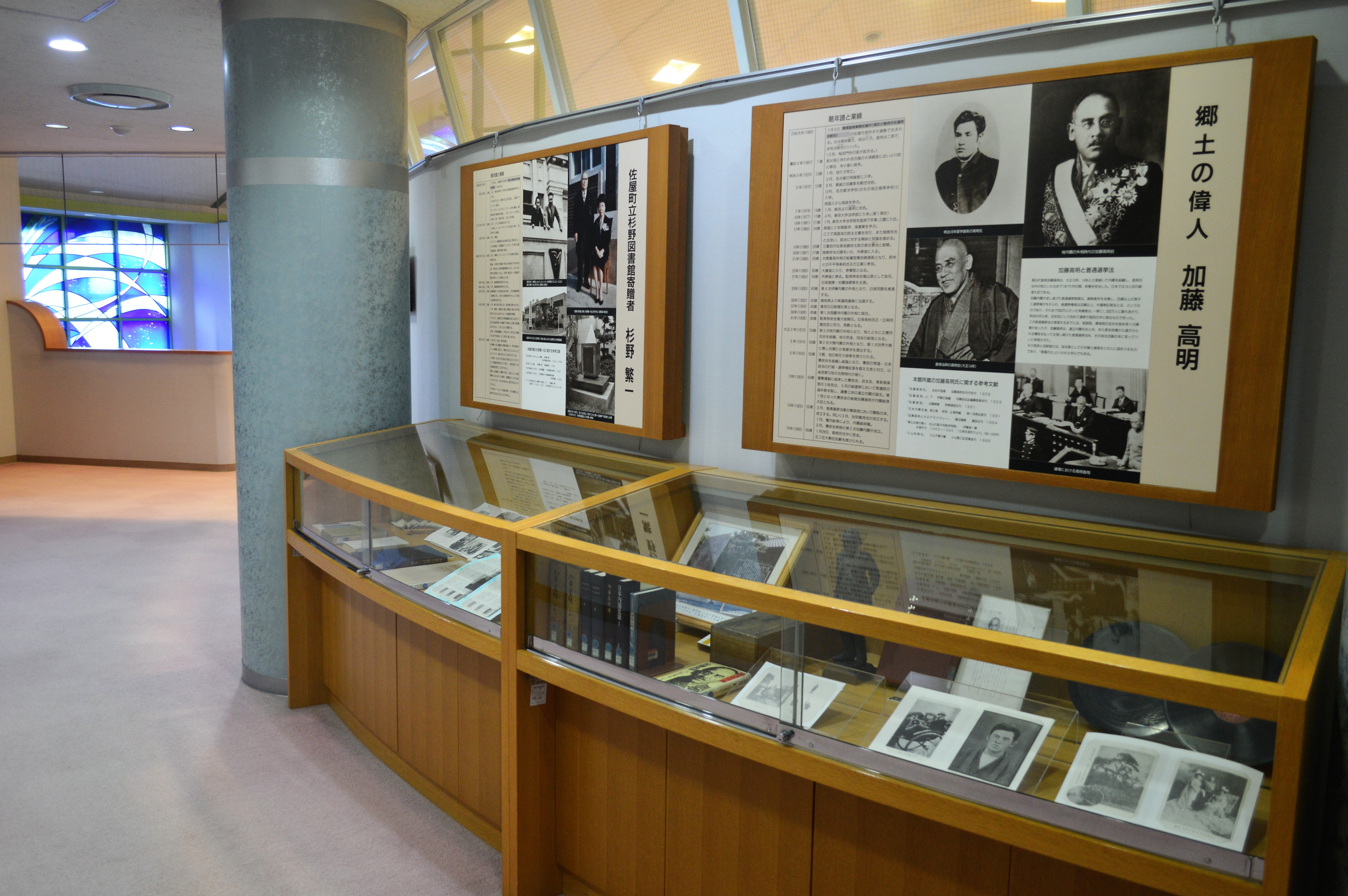
加藤高明と杉野繁一と稲葉真弓の展示コーナー（2階）

### 佐織図書館

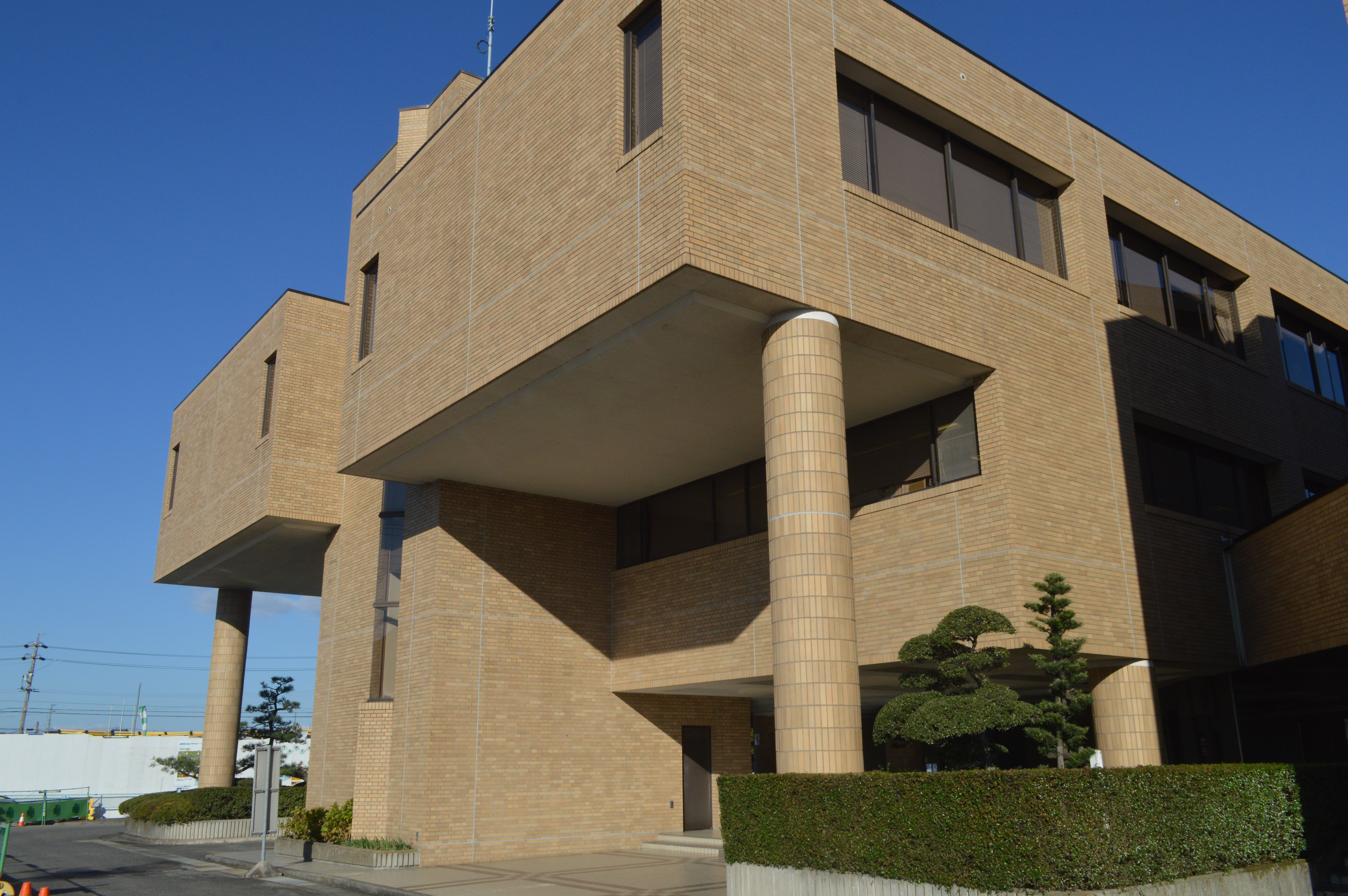
愛西市佐織図書館

愛西市佐織図書館は、愛西市諏訪町郷西456番地にある愛西市佐織公民館の2階に入居する。名鉄津島線藤浪駅から徒歩7分。1985年（昭和60年）1月23日に海部郡佐織町の生涯教育の拠点機能を持つ佐織町中央公民館図書室として開館し、2005年（平成17年）4月の愛西市発足時に愛西市佐織図書館に改称した。
蔵書は図書45,000冊のほか、CD800点、DVD200点、新聞7紙、雑誌24誌を備える。一般利用者向けの書架以外に児童コーナーおよびおはなし室を設けている。開館と同時にコンピュータによる蔵書管理を導入しており、『佐織町史 通史編』によれば、海部津島地方で初のことである。

### 立田図書館（廃止）

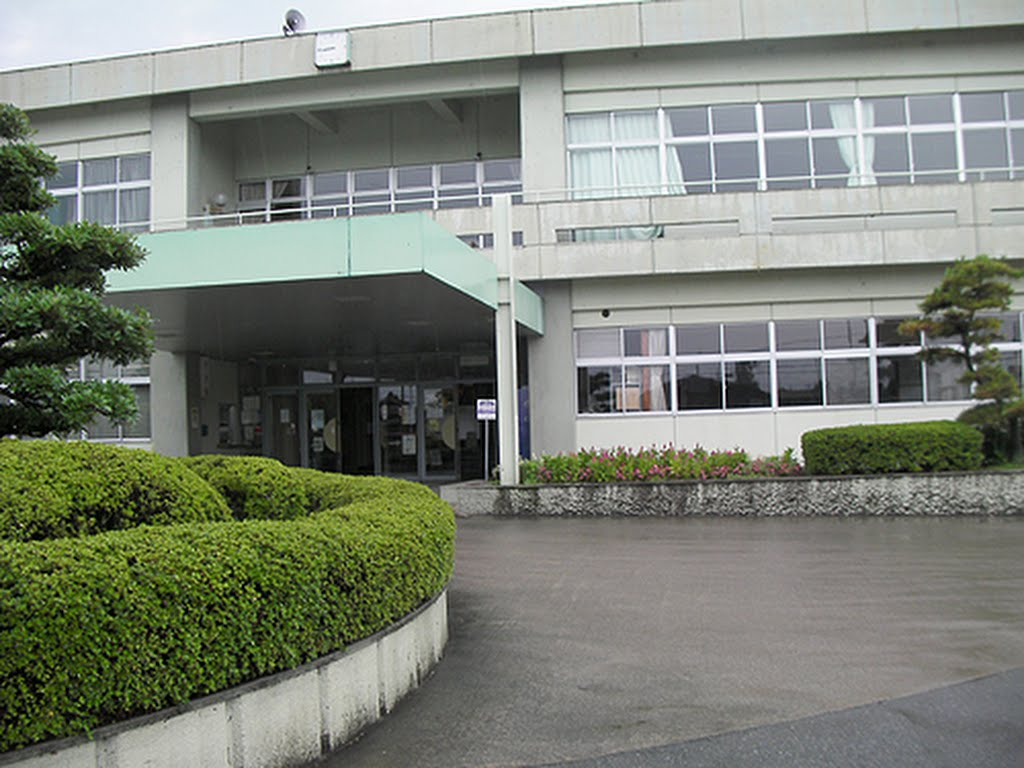
愛西市立田図書館

愛西市立田図書館は、愛西市小茂井町松下5番地にある愛西市立田体育館の2階に入居する。蔵書は17,000冊。1975年（昭和50年）4月に海部郡立田村の立田村総合体育館図書室として開館し、2005年（平成17年）4月の愛西市発足時に愛西市立田図書館に改称した。中央図書館と佐織図書館には蔵書検索用パソコン(OPAC)が設置されているが、立田図書館には設置されていない。立田図書館は2021年（令和3年）3月31日をもって廃止された。

## サービス
| 愛西市図書館の利用案内 | 愛西市図書館の利用案内                                                   | 愛西市図書館の利用案内                                                   | 愛西市図書館の利用案内                                                   |
|                        | 中央図書館                                                               | 佐織図書館                                                               | 立田図書館                                                               |
| ---------------------- | ------------------------------------------------------------------------ | ------------------------------------------------------------------------ | ------------------------------------------------------------------------ |
| 開館時間               | 9時-12時 13時ｰ17時                                                       | 9時-12時 13時ｰ16時30分                                                   | 9時-12時 13時ｰ16時30分                                                   |
| 休館日                 | 毎週月曜日、毎月第2木曜日、年末年始、特別整理期間                        | 毎週月曜日、毎月第2木曜日、年末年始、特別整理期間                        | 毎週月曜日、毎月第2木曜日、年末年始、特別整理期間                        |
| 冊数・期間             | 図書・視聴覚資料合わせて10冊まで・21日以内 10点のうち視聴覚資料は3点まで | 図書・視聴覚資料合わせて10冊まで・21日以内 10点のうち視聴覚資料は3点まで | 図書・視聴覚資料合わせて10冊まで・21日以内 10点のうち視聴覚資料は3点まで |
| 貸出可能者             | 愛西市在住・在勤・在学者                                                 | 愛西市在住・在勤・在学者                                                 | 愛西市在住・在勤・在学者                                                 |
| 貸出可能者             | 海部郡・津島市・弥富市・あま市・稲沢市在住者                             |                                                                          |                                                                          |

図書館の入館や利用はだれでも可能であるが、館外貸出には利用者カードの発行が必要で、所在地である愛西市在住・在勤・在学者のほか、近接自治体である津島市・弥富市・あま市・稲沢市・海部郡（大治町・蟹江町・飛島村）在住者に限って発行される。

### 館外貸出

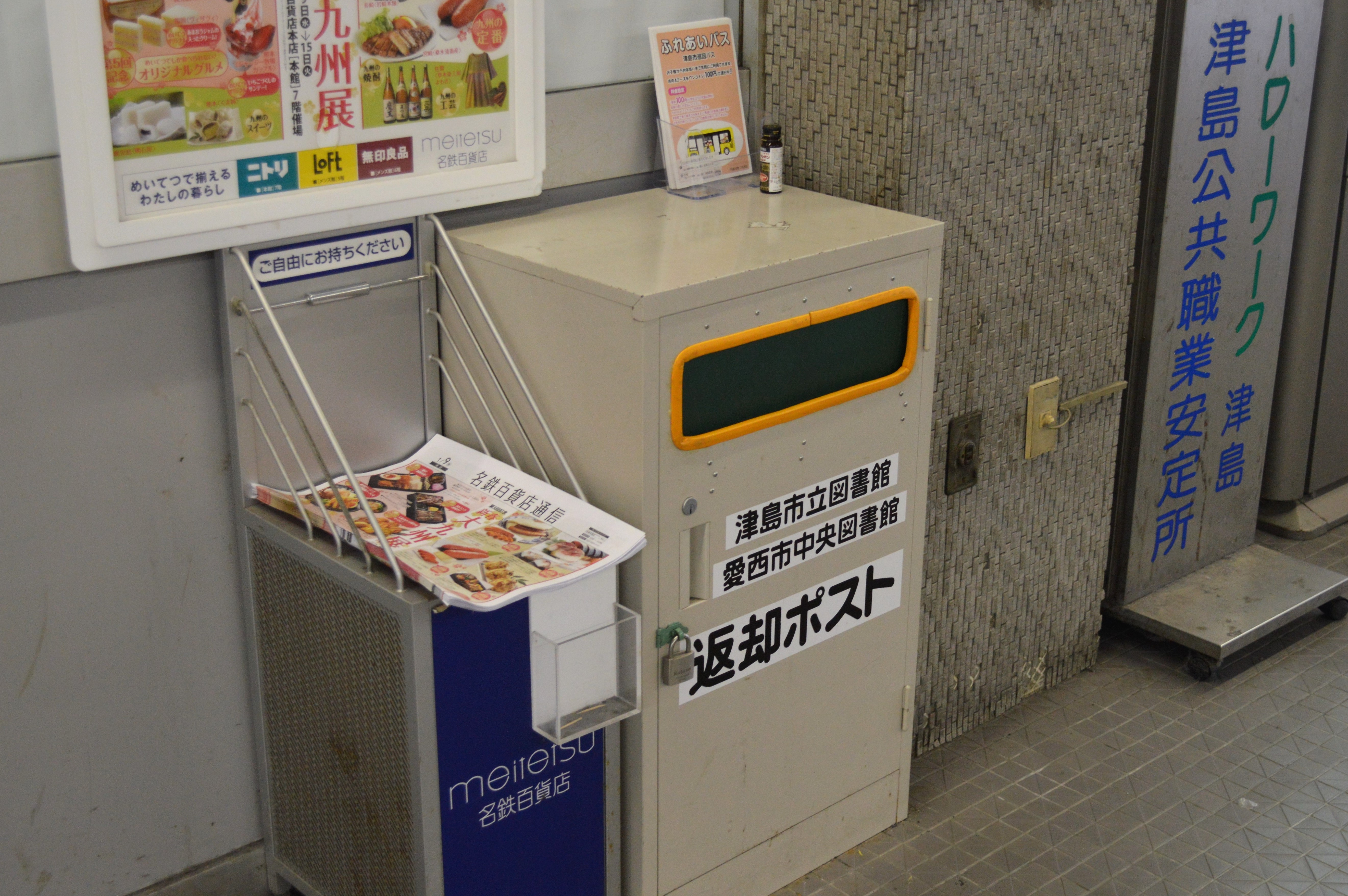
名鉄津島駅構内の返却ポスト

館外貸出については、期限が15日以内、(コロナ禍で2022年現在は、21日以内に変更）資料が10点以内（視聴覚資料については3点以内）で認められている。返却については、どの図書館でも受け付ける。また、書籍に限っては市外の名古屋鉄道津島駅構内に設置されている図書返却用ポストにも返却できる。このポストは津島市立図書館と共用のもので、図書館外に返却ポストを設置する例はあっても、市外に設置するのは珍しいという。

### 開館時間
中央図書館については9時から18時まで、佐織および立田図書館については9時から17時まで開館している。(コロナ禍は、時間変更あり。図書館公式サイトで必ず確認の事）休館日は、毎週月曜日・国民の祝日の翌日・年末年始と定めており、そのほか毎月第2木曜日を館内整理日としている。（図書館公式サイトで必ず確認の事）